# Helmut Hunaeus
Helmut Hunaeus (* 23. Oktober 1895 in Saarbrücken; † nach 1946) war ein deutscher Kapitän zur See der Kriegsmarine.

## Leben
Helmut Hunaeus trat im April 1914 in die Kaiserliche Marine ein. Als Seekadett diente er bis September 1914 auf der Westfalen, kam dann bis Januar 1916 zum 1. Marine-Regiment. Bis März 1916 war er als Fähnrich zur See auf der Wittelsbach und besuchte dann bis September 1916 Ausbildungskurse. Am 13. Juli 1916 war er zum Leutnant zur See befördert worden. Es erfolgte seine Kommandierung auf die Prinzregent Luitpold. Von Dezember 1917 bis Januar 1918 absolvierte er eine Ausbildung an der U-Bootsschule. Bis Kriegsende diente er als Wachoffizier auf UC 34 und U 35. Zum 22. November 1919 wurde er aus der Marine verabschiedet. Am 29. November 1920 erhielt er den Charakter als Oberleutnant zur See verliehen.
Als Kapitänleutnant (E) (Beförderung am 1. Oktober 1933) war er 1935 in der Marinewehrabteilung (A V) im Marinekommandoamt des OKM. Im gleichen Jahr gewann er als Schotmann unter Korvettenkapitän Rollmann mit der Atair den I. Internationalen Marine-Pokal-Segelwettbewerb von Schweden und Polen.
In der Kriegsmarine war er bis Juni 1942 als Referent im OKM eingesetzt und war dann bis Januar 1943 als Fregattenkapitän Kommandant der 6. Schiffsstammabteilung, welche in den Niederlanden eingesetzt war. Bis April 1943 war er Hafenkommandant Sousse beim Marinekommando Tunesien. Für einen Monat war er als Referent im Stab des Deutschen Marinekommandos Italien. Von Juni 1943 bis zum Waffenstillstand von Cassibile im September 1943 war er deutscher Chef des Stabes des italienischen Admirals Bruno Brivonesi auf Sardinien. Brivonesi war nach dem Verlust der Libeccio Ende 1941 seiner Kommandos enthoben und vor ein Militärgericht gestellt worden. Nach seinem Freispruch hatte er dem Posten auf Sardinien übernommen. Ab Anfang August 1943 war Benito Mussolini auf dem Marinestützpunkt La Maddalena vor Sardinien unter der Verantwortung von Brivonesi interniert. Zu dieser Zeit war Hunaeus bereits mit der Suche nach Mussolini beauftragt worden. Er konnte berichten, dass die Garnison in La Maddalena besondere Verstärkungen erfahren hatte und wurde ein Berichterstatter für Otto Skorzeny, welcher in dessen Vorbereitung und Ende September 1943 im Unternehmen Eiche für die Befreiung Mussolinis eingebunden war.
Als Seetransportführer Mittelmeer erhielt er am 22. Oktober 1943 das Deutsche Kreuz in Gold verliehen.
Von Dezember 1943 bis Kriegsende war er Seekommandant Westadria beim Deutschen Marinekommando Italien. Am 1. Februar 1944 wurde er Kapitän zur See. Hunaeus kam in Kriegsgefangenschaft, aus welcher er im Januar 1946 entlassen wurde.